# Athénée pontifical Regina Apostolorum
 (novembre 2016).
Si vous disposez d'ouvrages ou d'articles de référence ou si vous connaissez des sites web de qualité traitant du thème abordé ici, merci de compléter l'article en donnant les références utiles à sa vérifiabilité et en les liant à la section « Notes et références ».
L'Athénée pontifical Regina Apostolorum (Pontificio Ateneo Regina Apostolorum, ce qui signifie Reine des Apôtres) est un institut d'enseignement supérieur de l'Église catholique, situé à Rome.
L'Athénée est parrainé par les Légionnaires du Christ et le mouvement laïc ecclésial, Regnum Christi. 

## Histoire
L'université a été officiellement fondée par la Congrégation pour l'éducation catholique, le 15 septembre 1993. Le 11 juillet 1998, le Pape Jean-Paul II a donné la permission à l'institution de se présenter comme une université pontificale et le 3 septembre 2004, elle a reçu le décret définitif de statut canonique.
En 1999, la Congrégation pour l'Éducation catholique a finalisé des accords de coopération avec l'Institut Notre-Dame de Thornwood de la ville de Thornwood dans l'État de New York. Les élèves peuvent maintenant compléter un diplôme en étudiant dans les deux établissements.

## Facultés

### Théologie

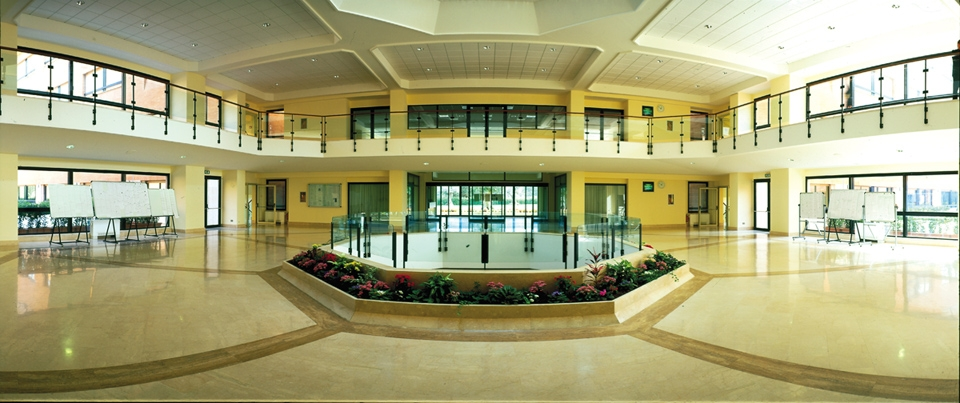
Hall principal de l'Athénée pontifical Regina Apostolorum, à Rome

La faculté de théologie vise à approfondir le mystère de Dieu et de son plan de salut en Jésus-Christ, révélé dans la Bible et ainsi transmise par l'Église catholique.
Les étudiants sont tenus d'acquérir une connaissance précise de la doctrine catholique, de l'expliquer, le défendre avec clarté et d'entrer dans un échange œcuménique avec les autres chrétiens.

### Philosophie
La faculté de philosophie a vocation à enseigner et poursuivre le développement de la philosophie chrétienne, dans la tradition patristique, ainsi qu'à la confronter aux systèmes philosophiques rivaux.

### Bioéthique
La faculté de bioéthique a vocation à donner un enseignement des valeurs éthiques fondamentales du christianisme, ainsi qu'à rechercher des réponses aux problèmes éthiques contemporains, relatifs aux nouvelles technologies et aux progrès de la médecine.

### Sciences religieuses
La faculté des sciences religieuses propose un enseignement catéchistique et ecclésiologique en recherchant les fondamentaux de la foi chrétienne.

## Instituts

### Institut pour la bioéthique et les droits de l'homme
Une chaire a été créée, en 2010, en partenariat avec l'UNESCO, pour encourager un plus large échange d'idées et de partage d'expériences différentes à travers le dialogue entre les institutions de l'enseignement supérieur dans les différents pays, en particulier dans les pays en développement. La Chaire de l'UNESCO offre un espace de réflexion, d'étude et d'information sur les principes de la bioéthique dans les sciences, la médecine et les nouvelles technologies, à la lumière de la Déclaration universelle sur la bioéthique et les droits de l'homme de l'UNESCO. Grâce à l'éducation, à la recherche et l'information globale, la chaire contribue à la reconnaissance et la promotion d'une vision globale et intégrée de la bioéthique, mettant en lumière ses valeurs et principes universels et leurs implications juridiques en matière de droits de l'homme.

## Programmes
L'Athénée organise de nombreux programmes de formation reconnus mondialement.[réf. nécessaire]
L'Athénée organise notamment un programme de formation sur l'exorcisme depuis 2004 , pour répondre aux nombreuses demandes venues de différentes parties du monde. Le regain d'intérêt pour ce programme a été largement diffusé par la production hollywoodienne  Le Rite , avec Anthony Hopkins, inspiré du livre de Matt Baglio, qui retrace le parcours d'un prêtre exorciste qui suit ce programme à Rome.

## Enseignants
Le père Álvaro Corcuera (1957-2014) en a été le premier recteur de 1993 à 2000.
Ancien professeur
- Krzysztof Charamsa

## Publications
L'Athénee publie trois revues universitaires majeures : 
- Studia Bioethica, revue trimestrielle qui contient des articles et autres contributions sur des thèmes ou des sujets concernant la bioéthique et la biomédecine, analysées dans leurs implications éthiques.
- Ecclesia, magazine trimestriel de culture catholique, fondé en 1987.
- Alpha Omega, revue trimestrielle publiée par la faculté de philosophie et de théologie.